# 尼娜·贾布隆斯基
尼娜·賈布隆斯基（中文名江尼娜，1953年8月20日—），是一位美國人類學家和考古學家，以研究人類皮膚和膚色的演化而聞名。她致力於人類進化，人類多樣性和種族主義議題的公共教育。2021年, 尼娜成為美國國家科學院的院士 (U.S. National Academy of Sciences) 。  2009年，尼娜獲選美國哲學會的院士 （American Philosophical Society)。  她擁有賓州州立大學最高榮譽的埃文·普格（Evan Pugh）教授頭銜，她主要的出版作品有《皮膚的自然史》（Skin: A Natural History）、《生命的色彩：膚色在生物學和社會學方面的意義》（Living Color: The Biological and Social Meaning of Skin Color）、以及與南非作家辛迪威·麥格納 以及插畫家 Lynn Fellman 合著的《我們的皮膚》(Skin We Are In) 。

## 早年生活和教育
江尼娜在紐約州北部的一个農場長大。在父母的鼓勵下，尼娜很小的時候就開始了對於科學的世界進行探索。她在家的周圍環境中探索大自然，在小溪和樹木附近挖掘化石。尼娜對研究人類演化的興趣源自於觀看1960年代中末期國家地理频道著名古人類學家路易斯·李奇和瑪麗·李奇的研究專題報導節目。 路易斯·李奇在東非奥杜瓦伊峡谷的研究以及他对原始人類——鮑氏傍人（学名：Zinjanthropus boisei）的關注引起了尼娜的注意。她立即決定未來想要從事人類的進化的研究，並打消了父母希望她唸醫學院的期望。 
尼娜1975年在布林莫爾學院獲得生物學的學位。同年，她在華盛頓大學人類學系攻讀博士學位。在古人類學家 Gerald Eck的指導下學習，她對非洲靈長類舊大陸猴的進化產生興趣，並於1981年取得人類學博士學位。她的博士論文題目為：「獅尾狒（靈長類動物：猴科—舊紹洋猴）咀嚼機能型態的功能分析」（原文：Functional Analysis of the Masticatory Apparatus of Theropithecus gelada (Primates: Cercopithecidae）。  她一直在研究舊大陸猴類和其他舊世界地區靈長類動物的進化和演化，包括眼鏡猴、狐猴和黑猩猩等。她曾在香港大學和西澳大学任教。任教期間，尼娜也開始她對人類雙足行走和膚色演化的研究。
尼娜與地理空間科學家喬治·卓别林（George Chaplin）结婚，喬治是賓州州立大學的一名教授，也是尼娜在研究上的合作夥伴。 尼娜精通多國語言，她能閱讀和書寫中文，並能用流利的中文（普通話）溝通，不只如此，他也能閱讀拉丁文和德文。

## 職涯
當尼娜還在華盛頓大學讀研究所時，她就在香港大學的解剖學系裡從事研究。 完成博士學位後，尼娜接收了香港大學解剖學系講師的職位。從 1981 年到 1990 年，她一直擔任這個職位，從而能夠繼續她對比較解剖學和古生物學的研究。 [2] 尼娜於1982年開始與北京古脊椎動物與古人類研究所和1984年與昆明動物研究所共同合作研究。她與古植物學家羅伯特奧爾懷特 (Robert Orr)和他的妻子保琳懷特(Pauline Whyte) 交流下激發出她對東亞古環境歷史以及環境變化對哺乳動物，尤其是靈長類動物進化的影響的興趣。懷特家族在香港大學亞洲研究中心的主持下召開了一系列兩年一次的會議，匯集了來自中國和其他東亞和東南亞國家著名的地質學家和古環境科學家。在懷特過世后，尼娜接管了古環境研討會的籌辦和會議論文的編輯 。
在香港期間，尼娜還協助香港皇家警察法醫病理學鑑定了許多不名身份的人類遺骸， 改進使用是影疊加技術來確認死者身份。  尼娜與醫學和牙醫學院的同事合作，在香港大學創建了人類骨骼遺骸的收藏。  在香港的时候，尼娜就開始與喬治·卓别林 (George Chaplin) 合作研究人類直立行走的起源，並在1990年代初期發表一系列相關的研究論文。
離開香港後，尼娜和丈夫喬治移居澳洲，在 1990 年至 1994 年在西澳大学解剖學和人類生物學系擔任資深講師。在此期間，她開始研究有關人類膚色的演化。這項研究以及她對人類雙足行走進化的研究，讓她致力於人類演化和人類多樣化的研究方向。她認為這些研究方向非常有價值，因為這些研究展現出基礎研究工具，像是比較生物學和生物學史可以用來推斷過去可能發生的事情。 
從 1994年到 2006年，她在舊金山的加州科學院擔任爾灣人類學主任 (Irvine Chair of Anthropology)。在此期間，她還成成為了加州科學院和美國科學促進會(American Association for the Advancement of Science)的院士。 他在加州科學院的職責包括籌辦組織沃蒂斯人類學專題研討會 (Wattis Symposia in Anthropology) 以及編輯出版這些研討會的期刊論文。 在她編輯的期刊論文中，有一卷名為 《第一批美國人：新世界的更新世殖民化》(The First Americans: The Pleistocene Colonization of the New World,) 對於人類遷徙到美洲的性質與時間有重大的貢獻。
離開加州科學院後，尼娜到賓州州立大學任教，並在2006 年到2011 年期間擔任人類學系的系主任。他獲得賓州州立大學最高榮譽的埃文·普格（Evan Pugh）教授頭銜。他在賓州州立大學的研究方向是舊大陸猴子的進化，靈長類動物的體溫調節以及人類膚色的演化以及文化社會面的意涵。  2012 年開始， 她與PBS《尋根》(Finding Your Roots （页面存档备份，存于）) 的主持人小亨利·路易斯·蓋茲 (Henry Louis Gates, Jr.)合作，領導設計了一系列讓學生從膚色和基因的研究對於科學(STEM) 更感興趣的課程。   PBS 這一系列PBS的紀錄片 《尋根問祖：幼苗》(Finding Your Roots: The Seedlings （页面存档备份，存于）) 於 2017 年和 2018 年  發布，其中三集在 2018 年  和 2019 年獲得中大西洋艾美獎。 

## 研究
尼娜研究人類演化 (Human evolution) 和靈長類動物的進化 (Evolution of primates or primate evolution)，其中最有名的研究是關於人類皮膚和膚色，出版了三本關於該主題的書。他研究人口遷徙 (human migration)和城市化 (urbanization) 背景下皮膚和皮膚色素沈著的起源和演化，以及维生素D (vitamin D) 的需求與新陳代謝之間的關係。  2012 年，她獲得古根漢基金會研究獎 ，開始從事人類在自然環境中維生素D的生成，希望能治療有關維生素D缺乏症 (vitamin D deficiency)的健康問題。 

### 膚色
尼娜從生理學的角度研究皮膚和膚色，也從演化和社會學的角度探討膚色和社會層面的影響。在她從事皮膚研究的早期，他在一個非同行審查的期刊《醫學假說》(Medical Hypotheses) 上發表了關於神經管缺陷 (neural tube defect) 和紫外線輻射 (Ultraviolet radiation|UV) 損害皮膚中的葉酸關聯性的論文。這項研究是奠定了她與喬治·卓別林合作的研究項目，他們利用美國太空總署 NASA 的完全臭氧層製圖光譜儀 TOMS 7 (Total Ozone Mapping Spectrometer) 蒐集到有關地球表面紫外線輻射 (UV) 的年平均值等數據以及各地原住民的膚色去探索人類膚色和環境的關聯。 在他們關於人類膚色演化的論文中，他們提出了帶有汗腺 (sweat gland) 的深色皮膚是隨著大多數體毛脫落而進化的，並且論證了性別與膚色的性別異形性--女性的膚色比男性的膚色更淺。 他們推測，在相似的日曬條件下，相似膚色在不同的人群中是獨立進化，這一現象已經在分子遺傳學 (Molecular genetics|molecular genetic) 的研究中得到證實。尼娜的研究結果指出，世界各地人群膚色顏色變化的生理學目的是為了要能在保護紫外線輻射傷害皮膚的需求和促進維生素D的生成之間的平衡。因此，那些接近赤道的人群中，身體因著需要保護皮膚中的葉酸受到強烈紫外線輻射的傷害，體內黑色素 水平增加而導致皮膚變黑。然而接近兩極的人群中，由於紫外線輻射低，體內的黑素色就會慢慢褪去 (Depigmentation)，因此膚色較淺，同時，由於膚色淺就不會抑制到維生素D到生成。因此，膚色就是皮膚對於紫外線照射適應的結果。  尼娜最近與賓州州立大學的生理學家 (physiologists) W. Larry Kenney （页面存档备份，存于）  和 Tony Wolf 的合作更是表明紫外線引起的葉酸損失和體溫調節受損之間可能存在的關係。
尼娜把這個關聯應用在了解現代生活方式對於人類健康的影響上。她將某些疾病和健康風險與生活在遠離祖先的地區的人們以及生活在現代室內生活方式的人們連結起來。維生素D缺乏與包含佝僂病在內的幾種嚴重疾病都有直接的關係，並且與多發性硬化症和許多惡性腫瘤有因果關係。皮膚癌是過多紫外線輻射造成最主要的健康問題，其中最嚴重也最罕見的是皮膚惡性黑色素瘤。由於葉酸缺乏而造成天生出生缺陷是眾所週知的，但由於紫外線輻射引起的葉酸損失進而造成的相關缺陷的研究還沒有完整的紀錄。

### 膚色和種族的概念
自 2010 年以來，尼娜大部分研究都集中在了解歐洲啟蒙運動 (Age of Enlightenment | European Enlightenment) 期間膚色如何被用利用來區分人類以及種族 (races) 概念的建立。用膚色來區分和命名人群（種族的概念）歷久不衰的原因是因為種族的概念得到了 18 世紀受益於跨大西洋奴隸貿易的歐洲和美國商業利益和政治家的支持。尼娜對美國和南非種族和種族主義 (racism)影響的興趣使她在 2011 年受邀成為斯泰倫博斯高等研究院 (Stellenbosch Institute for Advanced Study, STIAS （页面存档备份，存于）) 的研究員，參與了從2013年開始到2020年 “種族的影響” (Effects of Race Project （页面存档备份，存于）)的研究項目。2010 年，尼娜獲得了斯泰倫博斯大學 (Stellenbosch University) 的榮譽博士學位 (D.Phil.)，以表彰她對全球反種族主義（Anti-racism）的貢獻。

### 猴科--舊世界猿(舊大陸猴)
尼娜對靈長類猴科（直譯：舊大陸猴）以及古生物學的研究以非洲和亞洲的田野工作最為著名。她在中國發現的猿頭蓋骨，以及首次發現的黑猩猩化石的研究成果有重大的貢獻。 2004 年，尼娜與莎莉·麥克布里亞蒂（Sally McBrearty） 一起在肯亞國家博物館的藏品中發現了可追溯到約 545,000 年前起源於肯亞的卡普蘇林地層 的牙齒。 尼娜和麥克布里亞蒂通過將他們的測量值與現代黑猩猩牙齒的測量值進行比較，確定這些化石屬於黑猩猩屬。 該地點的古生態證據表明，黑猩猩並不局限於森林棲息地。隨著附近同年代人屬化石的發現，為這兩個物種間時空棲位共存提供了第一個化石證據。最近，有對現代猿的系統發育分析的研究資料補充了尼娜對於化石的發現，這研究認為長臂猿的基因組差異部分是由於中新世-上新世過渡期間的棲息地變化。
尼娜對獅尾狒屬的研究也有很重大的影響，包括發現了一具幾乎完整的上新世中後期的大型陸生猴的骨架。這發現證實了這種猴子是陸生猴，與現代獅尾狒很相似，只不過體型較大。她的研究對於現代人對於已滅絕獅尾狒屬的棲息地和飲食結構等至關重要，其中大部分内容詳細的紀錄在尼娜編輯的《獅尾狒屬: 靈長類的興衰》一書中。她還撰寫分析了關於眼鏡猴、長臂猿和猿科 (舊紹洋猴) 化石記錄的教科書。

### 靈長類動物體溫調節
1994 年，尼娜反對了彼得·惠勒（Peter Wheeler）提出體溫調節在原始人類向雙足步行的過渡中發揮了作用的理論。惠勒假設早期的原始人採用雙足行走是因為演化的壓力，因為直立的姿勢和較少的暴露在陽光下的表面積使他們能夠在不過熱的情況下有更長時間的覓食。 尼娜的團隊構建了他們自己的模型並由此得出的結論是，體溫調節的好處不足以讓自然選擇有利於雙足行走。
2014 年，尼娜開始研究雞皮疙瘩的適應，因為她對環尾狐猴的外皮系統與體溫調節之間的聯繫很感興趣。起雞皮疙瘩的機制是稱為立毛肌 (Musculi Arrectores Pilorum, MAP) 的平滑肌的收縮。 尼娜指出，早期靈長類動物沒有有效的全身 MAP 網絡，這一因素可能會顯著影響它們在始新世晚期較冷條件下覓食的能力。利用這些信息，她得出結論，早期靈長類動物缺乏 MAP 網絡可能導致它們在非熱帶緯度地區滅絕。 尼娜還建立了雞皮疙瘩和腦部大小之間的關係，因為在她看來，在不改變新陳代謝的情況下調節體溫的能力似乎是適應較大大腦的熱和代謝敏感性的必要適應。
尼娜還對探索環尾狐猴的行為與體溫調節的關係很感興趣。 2016 年，她前往馬達加斯加，在那裡她做出狐猴依靠日光浴和蜷縮的行為來維持體溫的結論。